# Hermafrodita

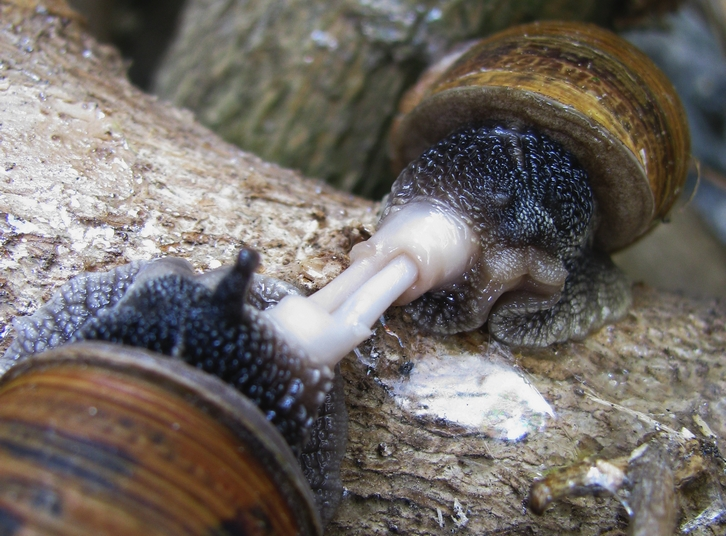
Dos caracoles apareándose.

Un hermafrodita es un organismo que se reproduce sexualmente y que produce gametos masculinos (espermatozoides) y gametos femeninos (óvulos). Las especies animales en las que los individuos son machos o hembras son gonocóricas, que es lo contrario de hermafroditas.
Los individuos de muchos grupos taxonómicos de animales, principalmente invertebrados, son hermafroditas, capaces de producir gametos viables de ambos sexos. En la gran mayoría de los tunicados, moluscos y lombrices de tierra, el hermafroditismo es una condición normal, que permite una forma de reproducción sexual en la que cualquiera de los dos miembros de la pareja puede actuar como hembra o como macho. El hermafroditismo también se da en algunas especies de peces, pero es raro en otros grupos de vertebrados. La mayoría de las especies hermafroditas presentan cierto grado de autofecundación. La distribución de las tasas de autofecundación entre los animales es similar a la de las plantas, lo que sugiere que existen presiones similares para dirigir la evolución de la autofecundación en animales y plantas.
Una estimación aproximada del número de especies animales hermafroditas es de 65 000, aproximadamente el 5 % de todas las especies animales, o el 33 % excluyendo a los insectos. Los insectos son casi exclusivamente gonocóricos, y no se ha demostrado ningún caso definitivo de hermafroditismo en este grupo. No se conocen especies hermafroditas entre los mamíferos o las aves.
Alrededor del 94 % de las especies de plantas con flores son hermafroditas (todas las flores producen gametos masculinos y gametos femeninos) o monoicas, en las que tanto las flores masculinas como las femeninas se dan en la misma planta. También existen sistemas de reproducción mixtos, tanto en plantas como en animales, en los que individuos hermafroditas coexisten con machos (lo que se denomina androdioecia) o con hembras (lo que se denomina ginodioecia), o los tres existen en la misma especie (lo que se denomina trioecia). A veces, tanto las flores masculinas como las hermafroditas se dan en la misma planta (andromonoecia) o tanto las flores femeninas como las hermafroditas se dan en la misma planta (ginomonoecia).
El hermafrodismo no debe confundirse con el síndrome ovotesticular en mamíferos, que es un fenómeno independiente y no relacionado. Aunque en la literatura médica se denominaba «hermafroditas verdaderos» a las personas que lo padecían, en la actualidad se considera que este uso está desfasado desde 2006 y es engañoso, ya que las personas con síndrome ovotesticular no tienen conjuntos funcionales de órganos masculinos y femeninos.

## Etimología
El término hermafrodita deriva del latín hermaphroditus, del griego antiguo ἑρμαφρόδιτος (romanizado a hermafrodita), que deriva de Hermafrodito (Ἑρμαφρόδιτος), el hijo de Hermes y Afrodita en la mitología griega. Según Ovidio, se fusionó con la ninfa Salmacis dando lugar a un individuo que poseía rasgos físicos de los sexos masculino y femenino. Según el anterior Diodoro Sículo, nació con un cuerpo físico que combinaba los sexos masculino y femenino. La palabra hermafrodita entró en el léxico inglés a finales del siglo XIV.

## Animales

### Hermafroditas secuenciales

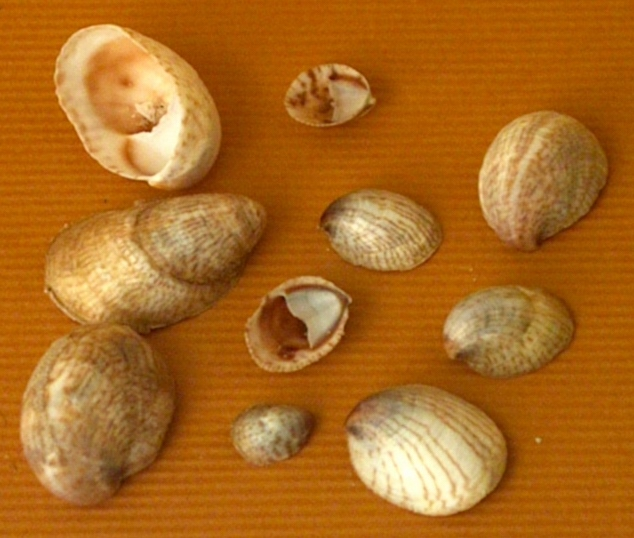
Conchas de Crepidula fornicata.

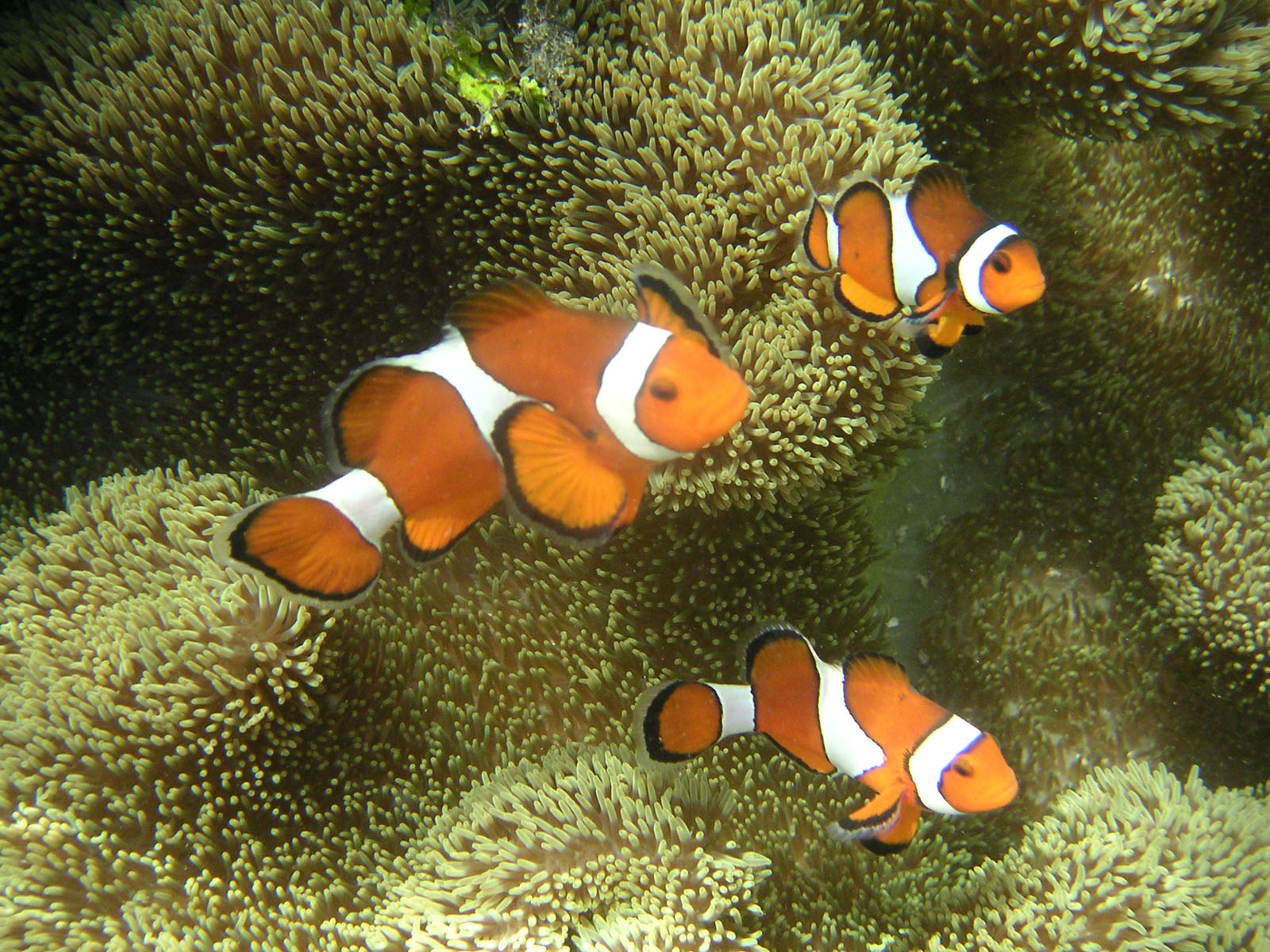
Los peces payaso son inicialmente machos; el pez más grande de un grupo se convierte en hembra.

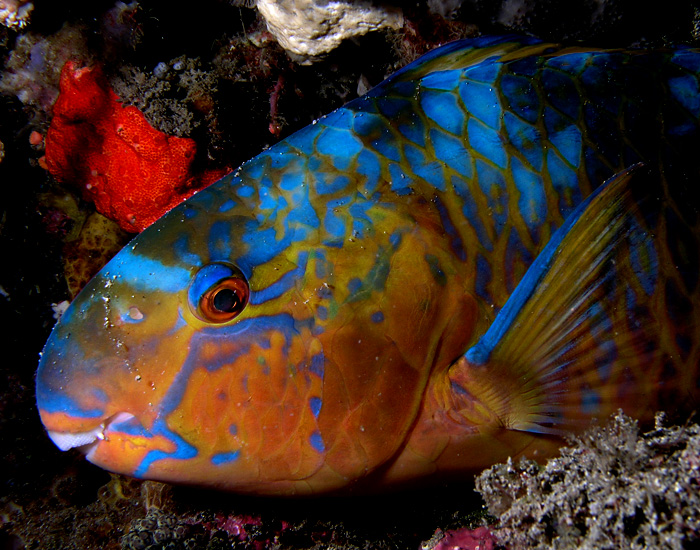
La mayoría de las especies de peces loro comienzan la vida como hembras y más tarde se transforman en machos.

Los hermafroditas secuenciales (dicogamia) se dan en especies en las que el individuo se desarrolla primero como de un sexo, pero posteriormente puede cambiar al sexo opuesto. (Las definiciones difieren sobre si el hermafroditismo secuencial abarca el hermafroditismo en serie; para los autores que excluyen el hermafroditismo en serie, también se estipula que un hermafrodita secuencial sólo cambia de sexo una vez). Esto contrasta con los hermafroditas simultáneos, en los que un individuo posee genitales masculinos y femeninos completamente funcionales. El hermafroditismo secuencial es común en peces (sobre todo teleósteos) y en muchos gasterópodos (como la Crepidula fornicata). El hermafroditismo secuencial puede entenderse mejor en términos de ecología del comportamiento y teoría de la historia de la vida, como se describe en el modo de ventaja de tamaño propuesto por primera vez por Michael T. Ghiselin, que afirma que si un individuo de un determinado sexo puede aumentar significativamente su éxito reproductivo después de alcanzar un cierto tamaño, sería ventajoso para él cambiar a ese sexo.
Los hermafroditas secuenciales se pueden dividir en tres grandes categorías:
- Protandria: Cuando un organismo se desarrolla como macho y luego cambia de sexo a hembra.[15]
  - Ejemplo: El pez payaso (género Amphiprion) es un colorido pez de arrecife que vive en simbiosis con las anémonas de mar. Por lo general, una anémona contiene un «harén», formado por una hembra grande, un macho reproductor más pequeño y machos no reproductores aún más pequeños. Si se elimina a la hembra, el macho reproductor cambiará de sexo y el mayor de los machos no reproductores madurará y se convertirá en reproductor. Se ha demostrado que la presión pesquera puede cambiar cuando se produce el cambio de macho a hembra, ya que los pescadores suelen preferir capturar los peces más grandes. Por lo general, las poblaciones cambian de sexo a menor tamaño, debido a la selección natural.
- Protoginia: Cuando un organismo se desarrolla como hembra y luego cambia de sexo a macho.[15]
  - Ejemplo: Los lábridos (familia Labridae) son un grupo de peces de arrecife en los que la protoginia es común. También tienen una estrategia vital poco común, denominada diandria (literalmente, dos machos). En estas especies, existen dos morfos masculinos: un macho de fase inicial y un macho de fase terminal. Los machos de fase inicial no parecen machos y desovan en grupos con las hembras. No son territoriales. Son, tal vez, imitadores de las hembras (por eso se les encuentra nadando en grupo con ellas). Los machos en fase terminal son territoriales y tienen una coloración distintivamente brillante.[19] Los individuos nacen como machos o hembras, pero si nacen machos, no nacen como machos en fase terminal. Las hembras y los machos de fase inicial pueden convertirse en machos de fase terminal. Normalmente, la hembra más dominante o el macho de fase inicial sustituye a cualquier macho de fase terminal cuando éstos mueren o abandonan el grupo.
- Cambiadores de sexo bidireccionales: Cuando un organismo tiene órganos reproductores femeninos y masculinos, pero puede actuar como hembra o como macho durante diferentes etapas de la vida.[15]
  - Ejemplo: Los Lythrypnus dalli (familia Lythrypnus) son un grupo de peces de arrecifes de coral en los que se produce un cambio de sexo bidireccional. Una vez establecida una jerarquía social, un pez cambia de sexo según su estatus social, independientemente del sexo inicial, basándose en un principio simple: si el pez expresa un comportamiento subordinado, entonces cambia su sexo a hembra, y si el pez expresa un comportamiento superior dominante o no dominante, entonces cambia su sexo a macho.[20]

La dicogamia puede tener implicaciones tanto para la conservación humana, como ya se ha mencionado, como económicas. Por ejemplo, en muchos países asiáticos, el mero es uno de los peces preferidos para comer y a menudo se cultiva en acuicultura. Como los adultos tardan varios años en pasar de hembra a macho, los reproductores son individuos muy valiosos.

### Hermafroditas simultáneos

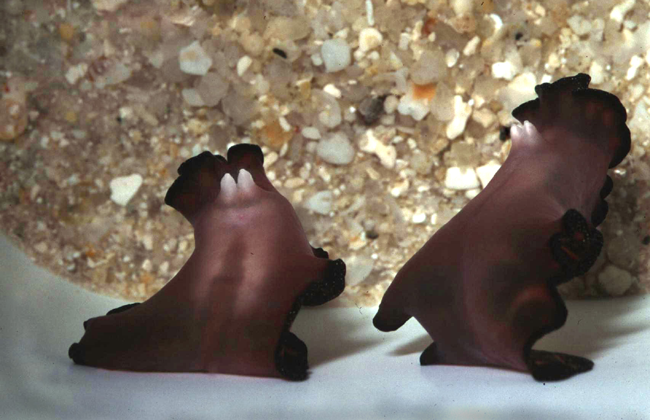
Los turbelarios se aparean por la esgrima de penes. Cada uno tiene dos penes en la parte inferior de la cabeza que utilizan para inyectar esperma.

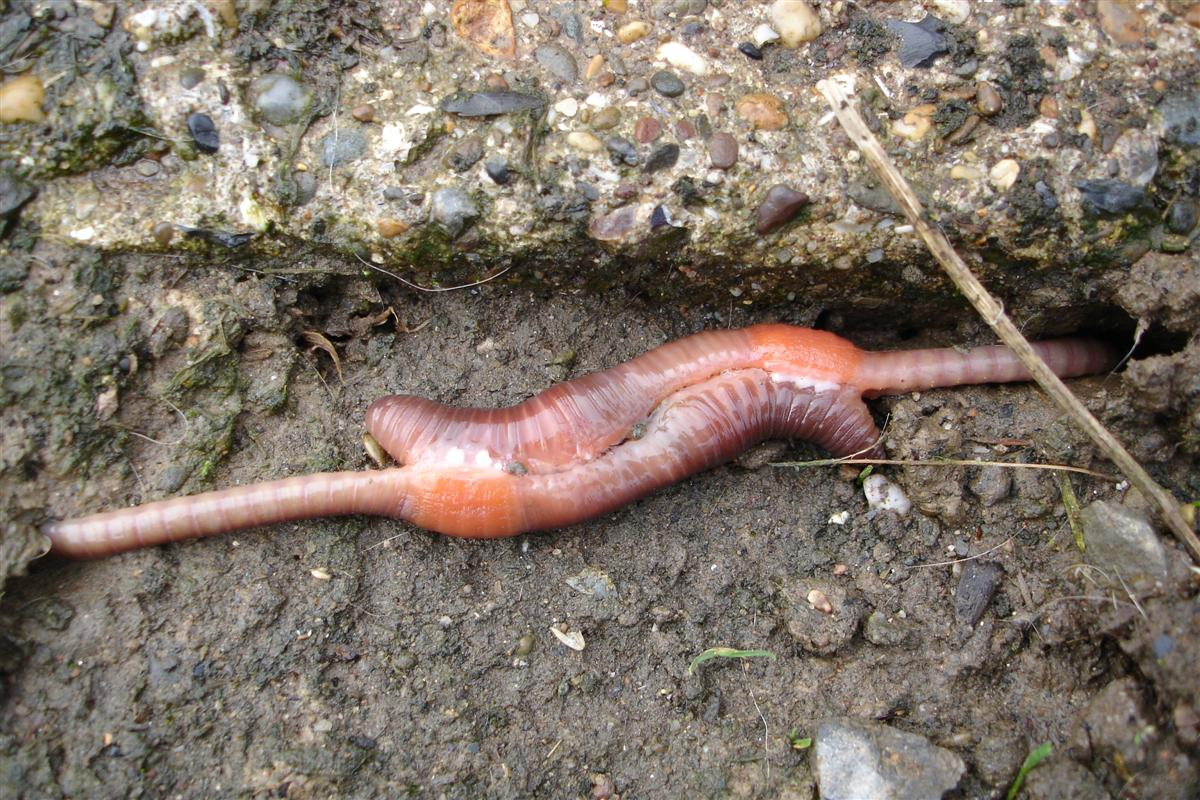
Las lombrices de tierra son hermafroditas simultáneas, con órganos reproductores masculinos y femeninos.

Los hermafroditas simultáneos (o hermafroditas homogámicos) son individuos en los que tanto los órganos sexuales masculinos como los femeninos están presentes y son funcionales al mismo tiempo. A menudo se produce autofecundación.
- Los caracoles de tierra pulmonados y las babosas de tierra son quizás los tipos más conocidos de hermafroditas simultáneos, y son los animales terrestres más extendidos que poseen este polimorfismo sexual. El material sexual se intercambia entre ambos animales a través de los espermatóforos, y luego se almacena en la espermateca. Tras el intercambio de espermatozoides, ambos animales pondrán huevos fecundados tras un periodo de gestación. Los huevos procederán a eclosionar tras un periodo de desarrollo. Los caracoles suelen reproducirse desde principios de primavera hasta finales de otoño.[21]
- Las babosas bananeras son un ejemplo de gasterópodo hermafrodita. El apareamiento con una pareja es más deseable biológicamente que la autofecundación, ya que el material genético de la descendencia resultante es variado, pero si el apareamiento con una pareja no es posible, se practica la autofecundación. El órgano sexual masculino de una babosa bananera adulta es bastante grande en proporción a su tamaño, así como en comparación con el órgano femenino. Es posible que las babosas bananeras, mientras se aparean, se queden pegadas. Si una cantidad substancial de meneo falla en separarlos, el órgano masculino será mordido (usando la rádula de la babosa), véase apofalación. Si una babosa bananera ha perdido su órgano sexual masculino, aún puede aparearse como hembra, haciendo del hermafroditismo una valiosa adaptación.[22]
- La especie de babosas de mar de colores Goniobranchus reticulatus es hermafrodita, con órganos masculinos y femeninos activos al mismo tiempo durante la cópula. Tras el apareamiento, la parte externa del pene se desprende, pero puede volver a crecer en 24 horas.[23][24]
- Las lombrices de tierra son otro ejemplo de hermafrodita simultáneo. Aunque poseen ovarios y testículos, tienen un mecanismo protector contra la autofecundación. La reproducción sexual se produce cuando dos lombrices se encuentran e intercambian gametos, copulando en las noches húmedas de las estaciones cálidas.
- El nematodo hermafrodita de vida libre Caenorhabditis elegans se reproduce principalmente por autofecundación, pero se producen cruces poco frecuentes con una tasa aproximada del 1%.[25]
- Los hamlets no practican la autofecundación, pero una pareja se apareará varias veces a lo largo de varias noches, turnándose entre cuál actúa como macho y cuál como hembra.[26]
- Los rivulines de manglar (Kryptolebias marmoratus) son hermafroditas simultáneos, producen tanto óvulos como espermatozoides y se reproducen habitualmente por autofecundación. Cada individuo se autofecunda normalmente cuando un óvulo y un espermatozoide producidos por un órgano interno se unen dentro del cuerpo del pez.[27] Esta especie también se considera la única especie vertebrada conocida que puede reproducirse por autofecundación.[28]

### Pseudohermafroditismo
Cuando las hienas manchadas fueron observadas científicamente por primera vez por los exploradores, se pensaba que eran hermafroditas. Las primeras observaciones de hienas manchadas salvajes llevaron a los investigadores a creer que todas las hienas manchadas, machos o hembras, nacían con lo que parecía ser un pene. El aparente pene de una hiena manchada es en realidad un clítoris agrandado, que contiene un canal de parto externo. Puede ser difícil determinar el sexo de las hienas manchadas hasta la madurez sexual, cuando pueden quedar preñadas. Cuando una hiena manchada hembra da a luz, hace pasar al cachorro a través del cuello uterino internamente, pero luego lo expulsa a través del clítoris alargado.

## Plantas

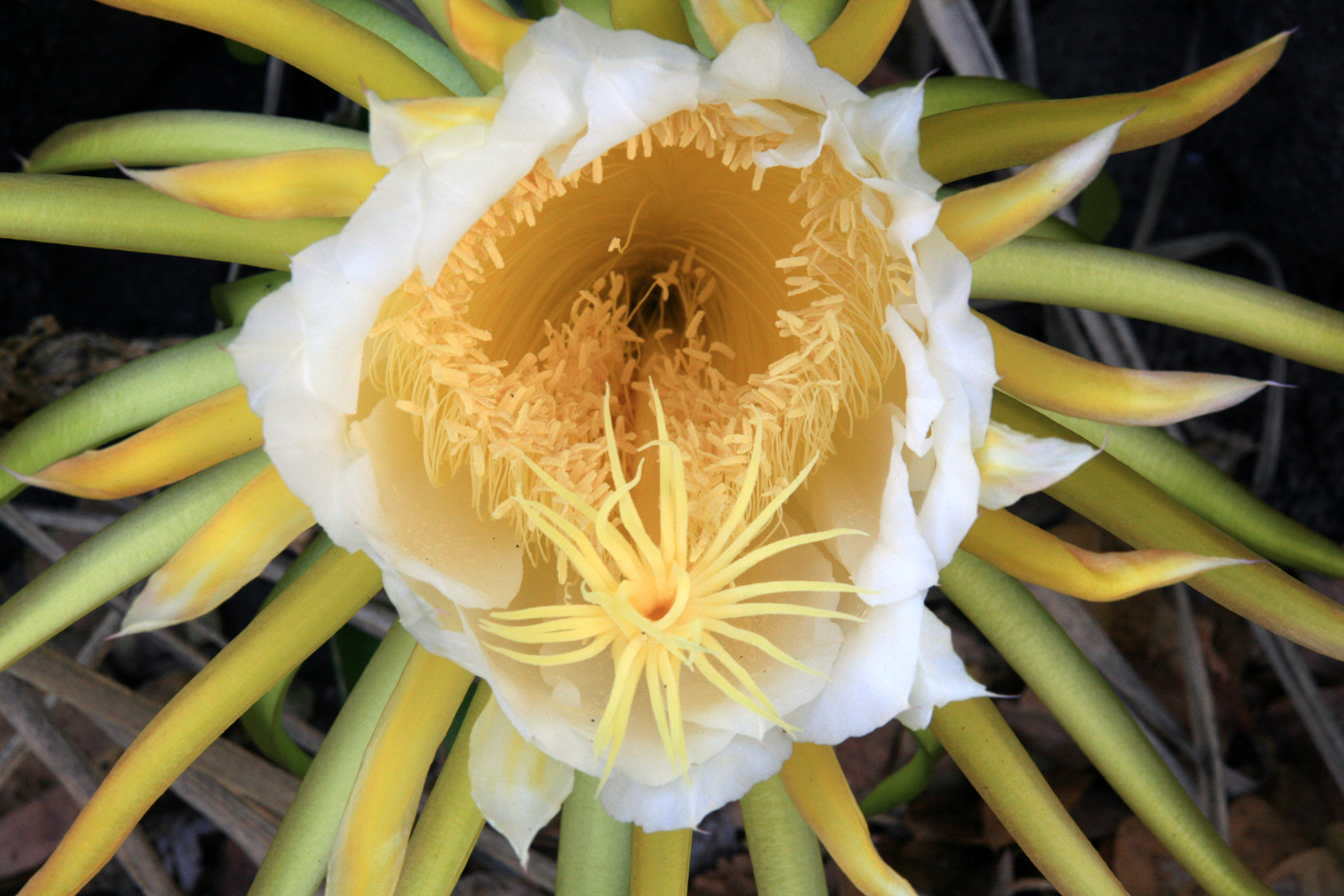
Hylocereus undatus, una planta hermafrodita con flores perfectas que tienen carpelos y estambres funcionales.

El término hermafrodita se utiliza en botánica para describir, por ejemplo, una flor perfecta que tiene tanto partes estaminadas (masculinas, productoras de polen) como carpeladas (femeninas, productoras de óvulos). La inmensa mayoría de las especies de plantas con flores son hermafroditas.

### Monoecia
Las especies de plantas con flores que tienen flores masculinas y femeninas separadas e imperfectas en el mismo individuo se denominan monoicas. El monoicismo sólo se da en alrededor del 7% de las especies de plantas con flores. Las plantas monoicas suelen denominarse hermafroditas porque producen gametos masculinos y gametos femeninos. Sin embargo, las flores individuales no son hermafroditas si sólo producen gametos de un sexo. El 65% de las especies de gimnospermas son dioicas, pero las coníferas son casi todas monoicas. Algunas plantas pueden cambiar de sexo a lo largo de su vida, un fenómeno llamado dicogamia.

### Andromonoecia
En las especies andromonoicas, las plantas producen flores perfectas (hermafroditas) y flores masculinas fértiles separadas que son estériles como femeninas. El andromonoicismo se da en unas 4000 especies de plantas con flores (2% de las plantas con flores).

### Ginomonoecia
En las especies ginomonoicas, las plantas producen flores hermafroditas y flores pistiladas estériles masculinas separadas. Un ejemplo es la saxífraga de los prados, Saxifraga granulata. Charles Darwin dio varios ejemplos más en su libro de 1877 Las diferentes formas de las flores en plantas de la misma especie.
Aproximadamente el 57% de las especies de musgos y el 68% de las hepáticas son diocias, lo que significa que sus gametofitos producen gametos masculinos o femeninos, pero no ambos.: 377 
El hermafroditismo secuencial es común en las briofitas y algunas plantas vasculares.

## Uso con respecto a los seres humanos

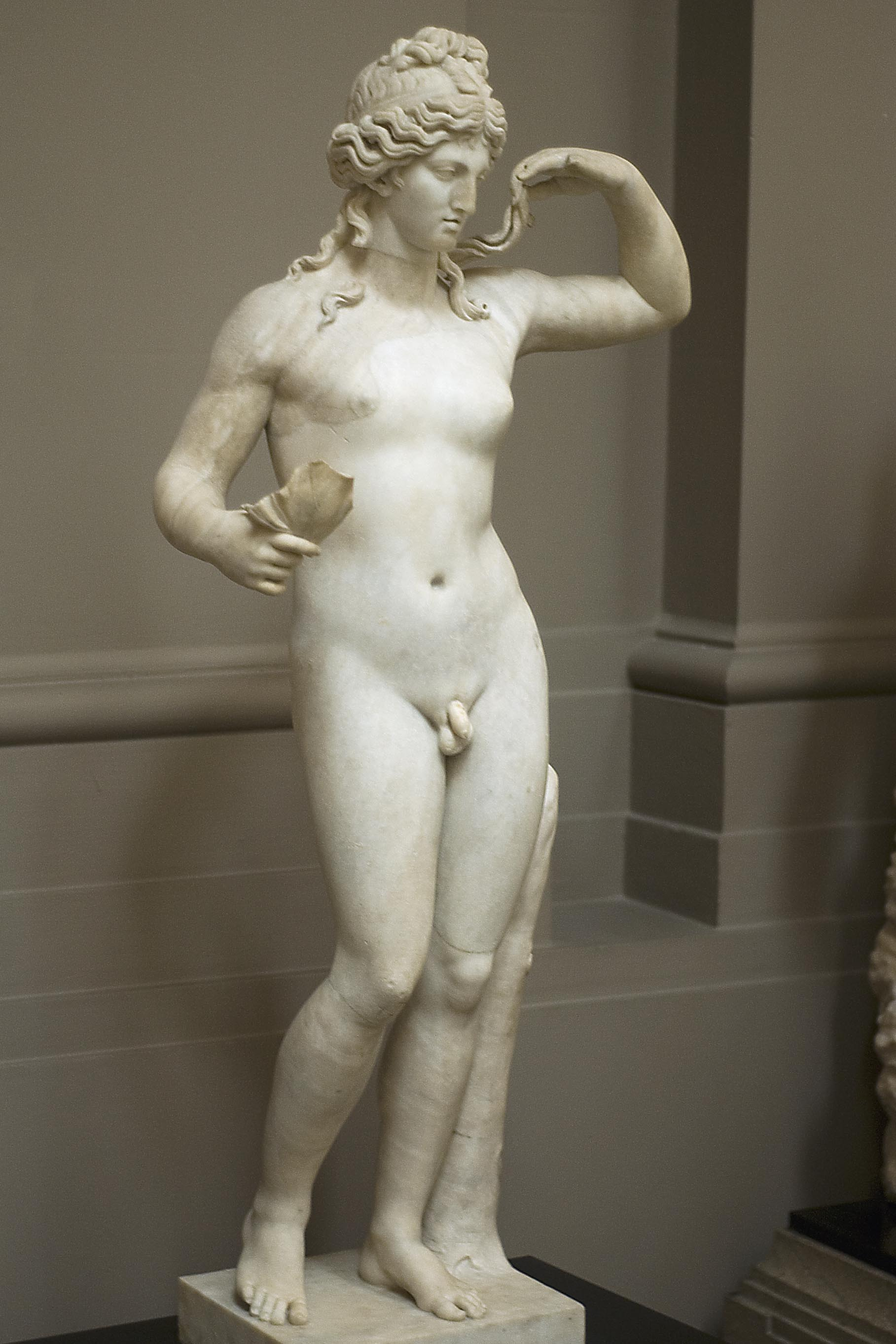
Hermafrodito, el «hijo» del dios griego Hermes y la diosa Afrodita, origen de la palabra «hermafrodita».

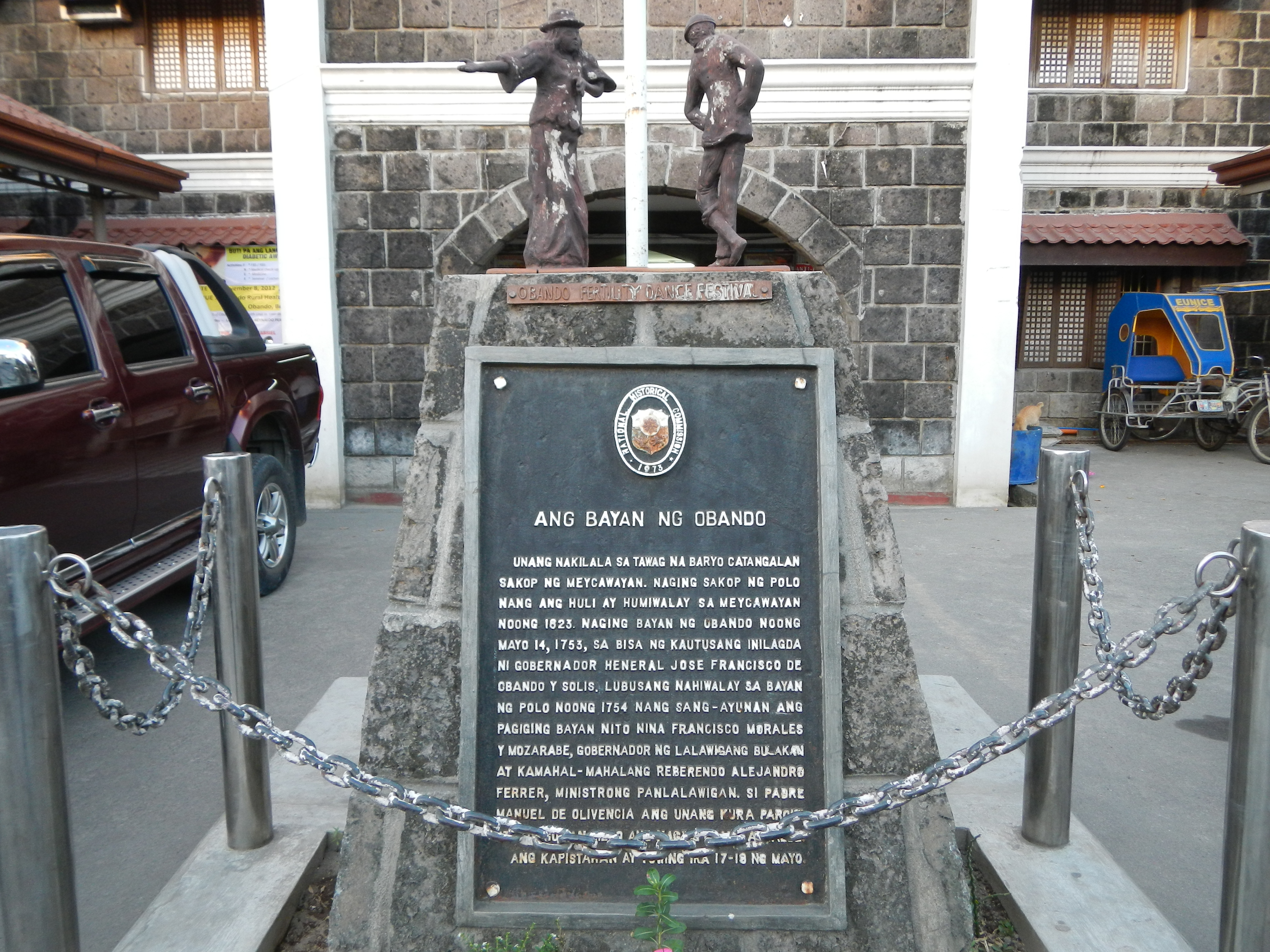
Los ritos de fertilidad de Obando, en Filipinas, antes de convertirse en una fiesta católica, eran inicialmente un ritual anitista dedicado a la deidad hermafrodita Lakapati, que presidía la fertilidad.

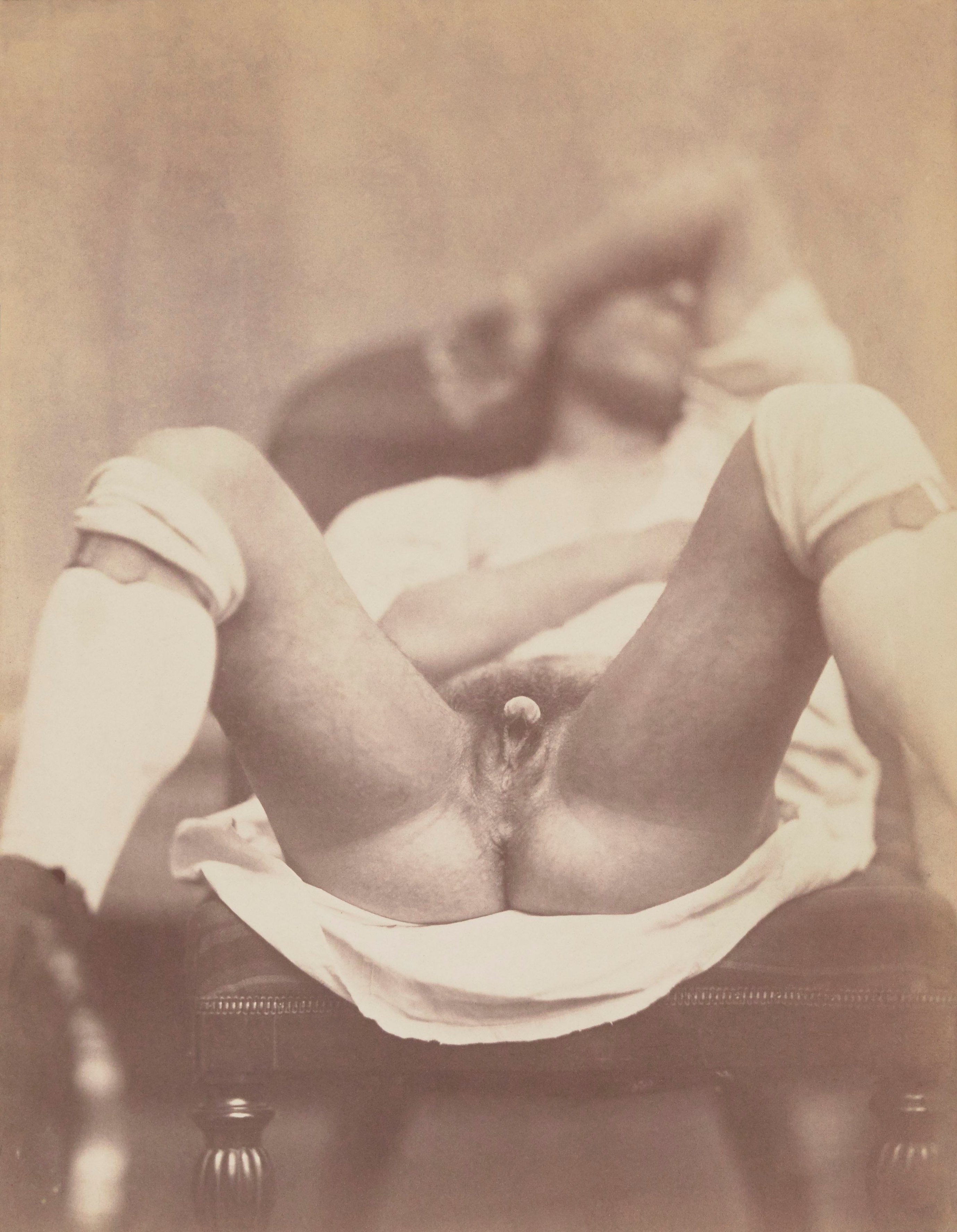
Fotografía de 1860 de Nadar de una persona con genitales ambiguos, una de una serie de nueve. La serie puede ser la primera documentación fotográfica médica de una persona intersexual.

Históricamente, el término hermafrodita se utilizaba en Derecho para referirse a personas cuyo sexo era dudoso. En el Decreto de Graciano del siglo XII se afirma que «si un hermafrodita puede ser testigo de un testamento, depende de qué sexo prevalezca» («Hermafroditus an ad testamentum adhiberi possit, qualitas sexus incalescentis ostendit»).
Alessandro Alessandri (1461-1523) afirmó, utilizando el término hermafrodita, que las personas que tenían los sexos de hombre y mujer eran consideradas por los atenienses y los romanos como monstruos, y arrojadas al mar en Atenas y al Tíber en Roma. Del mismo modo, el jurista y juez inglés del siglo XVII Edward Coke (Lord Coke), escribió en su obra Instituto de las leyes de Inglaterra sobre las leyes de sucesión: «Todo heredero es varón, mujer o hermafrodita, es decir, tanto varón como mujer. Y un hermafrodita (que también se llama andrógino) será heredero, ya sea varón o mujer, según el tipo de sexo que prevea».
Durante la era victoriana, los autores médicos intentaron determinar si los humanos podían ser hermafroditas o no, adoptando una definición biológica precisa del término. Desde esa época hasta principios del siglo XXI, los individuos con síndrome ovotesticular se denominaban hermafroditas verdaderos si su tejido gonadal contenía tanto tejido testicular como ovárico, y pseudohermafroditas si su apariencia externa (fenotipo) difería del sexo esperado de las gónadas internas. Este lenguaje ha caído en desuso debido a las ideas erróneas y al estigma asociado a los términos, así como al cambio a una nomenclatura basada en la genética.
El término «intersexual» describe una amplia variedad de combinaciones de lo que son características biológicas ambiguas. La biología intersexual puede incluir, por ejemplo, genitales externos de aspecto ambiguo, cariotipos que incluyen pares cromosómicos XX y XY mixtos (46XX/46XY, 46XX/47XXY o mosaico 45X/XY ). Desde el punto de vista clínico, la medicina utiliza actualmente la terminología «trastornos del desarrollo sexual» (también conocidos como variaciones de las características sexuales), lo que resulta especialmente significativo debido a la relación entre la terminología médica y la intervención médica.
Las organizaciones de la sociedad civil intersexual, y muchas instituciones de derechos humanos, han criticado las intervenciones médicas diseñadas para hacer los cuerpos más típicamente masculinos o femeninos.
En algunos casos, las variaciones en las características sexuales están causadas por niveles inusuales de hormonas sexuales, que pueden ser el resultado de un conjunto atípico de cromosomas sexuales. Una causa común de las variaciones en los rasgos de las características sexuales es el cruce del factor determinante de los testículos (SRY) del cromosoma Y al cromosoma X durante la meiosis. El SRY se activa entonces sólo en determinadas zonas, provocando el desarrollo de testículos en algunas zonas al iniciarse una serie de acontecimientos que comienzan con la regulación al alza del factor de transcripción (SOX9), y en otras zonas no se activa (provocando el crecimiento de tejidos ováricos). Por lo tanto, tanto los tejidos testiculares como los ováricos estarán presentes en el mismo individuo. Aunque del total de casos registrados de DSD ovotesticular, sólo en el 8% de todos los casos estaba presente el SRY, dejando el resto de casos que podrían explicarse por otras causas o causas menos comunes, siendo la gran mayoría simplemente inexplicables en la actualidad.
Anteriormente se pensaba que los fetos eran fenotípicamente femeninos antes de la etapa de diferenciación sexual; sin embargo, ahora se sabe que esto es incorrecto, ya que los humanos son simplemente indiferenciados antes de esta etapa y poseen un conducto paramesonéfrico, un conducto mesonéfrico y un tubérculo genital.

## Evolución
La evolución de la anisogamia puede haber contribuido a la evolución del hermafroditismo simultáneo y hermafroditismo secuencial, sigue sin estar claro si la evolución de la anisogamia llevó primero al hermafroditismo o gonocorismo.: 213 
Un estudio de 2023 sostenía que el hermafroditismo puede evolucionar directamente a partir de los tipos de apareamiento en determinadas circunstancias, como si la fecundación está bien organizada y el tamaño medio de los grupos es pequeño. El hermafroditismo simultáneo que se reproduce exclusivamente mediante autofecundación ha evolucionado muchas veces en plantas y animales, pero podría no durar mucho evolutivamente.: 14 

### En animales
Joan Roughgarden y Priya Iyer argumentaron que el último antepasado común de los animales era hermafrodita y que las transiciones del hermafroditismo al gonocorismo eran más numerosas que a la inversa. Otros científicos han criticado este argumento; diciendo que se basa en Spiralia parafiléticas, las asignaciones de los modos sexuales para el nivel de filo que el nivel de especie, y los métodos basados exclusivamente en la máxima parsimonia.
El hermafroditismo es polifilético en los invertebrados, donde evolucionó a partir del gonocorismo,: 97  y el gonocorismo es también ancestral en los peces hermafroditas. Según Nelson Çabej, lo más probable es que el hermafroditismo simultáneo en animales evolucionara debido a un número limitado de parejas para aparearse.

### En plantas
Está ampliamente aceptado que las primeras plantas vasculares eran hermafroditas. En las plantas con flores, el hermafroditismo es ancestral a la dioecia.
El hermafroditismo en las plantas puede promover la autofecundación en poblaciones pioneras. Sin embargo, las plantas han evolucionado múltiples mecanismos diferentes para evitar la autofecundación en hermafroditas, incluyendo el hermafroditismo secuencial, sistemas de reconocimiento molecular y mecanismos mecánicos o morfológicos como la heterostía.

## Lectura adicional
| - "Bony Fishes: Reproduction". SeaWorld/Busch Gardens Animal Infobooks. Busch Entertainment Corporation. 2009. - Discovery Health Channel, (2007) "I Am My Own Twin" - Kim KR, Kwon Y, Joung JY, Kim KS, Ayala AG, Ro JY (October 2002). "True hermaphroditism and mixed gonadal dysgenesis in young children: a clinicopathologic study of 10 cases". Modern Pathology. 15 (10): 1013–9. doi:10.1097/01.MP.0000027623.23885.0D. OCLC 357415945. PMID 12379746. - Randall JE (2005). Reef and Shore Fishes of the South Pacific: New Caledonia to Tahiti and the Pitcairn Islands. Honolulu, Hawái: University of Hawaii Press. pp. 346, 387. ISBN 978-0-8248-2698-7. OCLC 52152732. | - Chase C (1998). "Affronting Reason". In Atkins D (ed.). Looking Queer: Body Image and Identity in Lesbian, Bisexual, Gay, and Transgender Communities. New York: Haworth Press. pp. 205–219. ISBN 978-1-56023-931-4. - Fausto-Sterling A (12 de marzo de 1993). "How Many Sexes Are There?". The New York Times. New York. p. Op–Ed., reprinted in: Harwood S, ed. (1996). Business As Ethical and Business As Usual: Text, Readings, and Cases. Belmont, CA: Wadsworth Pub. pp. 168–170. ISBN 978-0-534-54251-1. OCLC 141382073. - Grumbach MM, Conte FA (1998). "Disorders of sex differentiation". In Williams RH, Wilson JD (eds.). Williams Textbook of Endocrinology. Filadelfia: Saunders. pp. 1303–1425. ISBN 978-0-7216-6152-0. OCLC 35364729. |

- Datos: Q303479
- Multimedia: Hermaphrodites / Q303479